# سد لا بوكوييا
سد لا بوكوييا (بالإسبانية: Presa de la Boquilla) هو سد ذو جاذبية مقوسة أقيم على نهر ريو كونشوس في تشيهواهوا في المكسيك. بُني السد عام 1910 لتوفير الطاقة الكهرومائية والري والتحكّم في الفيضانات، ويشكّل خلفه بحيرة تورنتو بسعة 2.903 كيلومتر مكعب (2,354,000 acre·ft). سمي بهذا الاسم، ومدينة بوكوييا دي كونشوس المجاورة، بسبب التضيّق المفاجئ لوادي كونشوس حيث بني السد: بوكييا تعني «فوهة» أو «فم».
بدأ البناء عام 1910 واكتمل عام 1915. فاض السد عدة مرات طوال تاريخه، على الأخص عامي 1917 و 2008، ما تسبب في فيضانات شديدة في اتجاه مجرى النهر.
يبلغ توليد الطاقة في السد 25 ميغاواط. في عام 2004 أنتج منه حوالي 164.660.000 كيلوواط / ساعة من الطاقة.
قُتل اثنان من المتظاهرين في سبتمبر 2020 على يد الحرس الوطني المكسيكي أثناء احتجاجهما على إرسال المياه من سد لا بوكوييا إلى الولايات المتحدة كما هو منصوص عليه في المعاهدة الموقعة في عام 1944 بشأن استخدام مياه نهري كولورادو وتيجوانا وريو غراندي. انسحب الحرس الوطني في وقت لاحق من الموقع.